# Borazdżan
Borazdżan (perski: برازجان) – miasto w Iranie, w ostanie Buszehr. W 2006 roku miasto liczyło 92 221 mieszkańców w 20 300 rodzinach.